# Confidential
Confidential este o revistă lunară de celebrități din România.
Revista a fost lansată în data de 17 iunie 2008 și este deținută de Camelia Voiculescu și Cristian Brancu care au înființat firma Confidential Media, editorul revistei, în cadrul căruia dețin 75% și respectiv 25% din acțiuni.
A apărut în format mare (240 x 350 mm) cu 96 pagini + 4.